# Leptothorax subditivus
Leptothorax subditivus är en myrart som först beskrevs av Wheeler 1903.  Leptothorax subditivus ingår i släktet smalmyror, och familjen myror. Inga underarter finns listade i Catalogue of Life.